# Mantet, Pyrénées-Orientales
Mantet är en kommun i departementet Pyrénées-Orientales i regionen Occitanien i södra Frankrike. Kommunen ligger i kantonen Olette som tillhör arrondissementet Prades. År 2022 hade Mantet 35 invånare.

## Befolkningsutveckling
Antalet invånare i kommunen Mantet
| Referens: INSEE |